# موتور عشايري شمارة يك (وكيل أباد)
موتور عشایري شمارة یك (بالإنجليزية: Mowtowr-e Ashayiri Shomareh-ye Yek)‏ هي منطقة سكنية تقع في إيران في قسم وکيل أباد الريفي. يقدر عدد سكانها بـ 48 نسمة .